# Індоарійські мови
Індоарійські мови — група індоєвропейських мов, що входить до більш широкого індоіранського підрозділу.

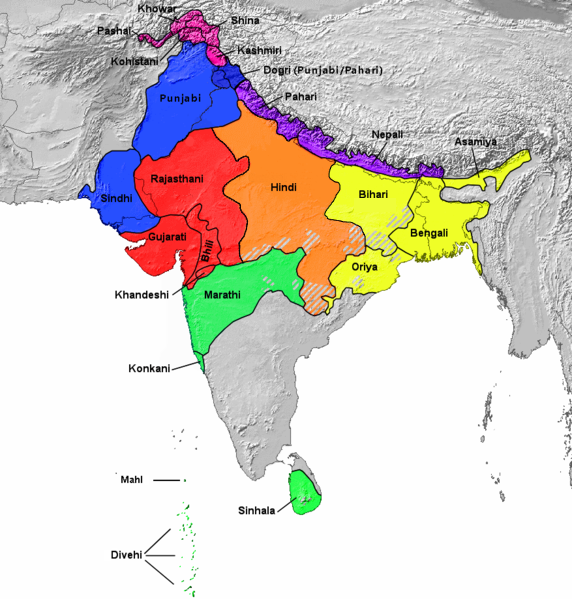
Поширення індоарійських мов як рідної мови. Урду не включена через те, що це переважно лінгва франка і не є основною у більшості районів поширення. Також за межами мапи циганська мова, що не домінує на жодній території.
Дардські
Північні
Північно-західні
Західні
Центральні
Східні
Південні

За даними SIL International станом на 2005 рік нараховувалося 209 мов групи, з яких найбільшими за числом носіїв були гінді і урду (540 млн), бенгалі (260 млн), панджабі (100 млн), маратхі (90 млн), гуджараті (45 млн), непалі (40 млн), орія (30 млн), сіндхі (20 млн), сингальська (16 млн), серайкі (14 млн) і асамська (14 млн), із загальним числом носіїв від 900 млн до 1 млрд.